# Paul Sauvage
Paul Sauvage (ur. 17 marca 1939 w La Souterraine, zm. 17 grudnia 2019 w Bordeaux) – francuski piłkarz grający na pozycji napastnika. W swojej karierze rozegrał 6 meczów w reprezentacji Francji.

## Kariera klubowa
Swoją karierę piłkarską Sauvage rozpoczął w klubie Limoges FC. W sezonie 1957/1958 zadebiutował w jego barwach w drugiej lidze francuskiej. W 1958 roku wywalczył z Limoges awans do pierwszej ligi. W Limoges grał do 1960 roku.
Latem 1960 roku Sauvage odszedł z Limoges do Stade de Reims. W sezonie 1961/1962 wywalczył z Reims tytuł mistrza Francji. Z kolei w sezonie 1962/1963 został z tym klubem wicemistrzem kraju.
W 1964 roku Sauvage przeszedł do US Valenciennes. W 1967 roku ponownie zmienił klub i został piłkarzem Castets-en-Dorthes. W latach 1970–1972 znów występował w Limoges FC, w którym zakończył swoją karierę.
| Sezon   | Klub            | Kraj    | Rozgrywki  | Mecze | Bramki |
| ------- | --------------- | ------- | ---------- | ----- | ------ |
| 1957/58 | Limoges FC      | Francja | Division 2 | 26    | 8      |
| 1958/59 | Limoges FC      | Francja | Division 1 | 35    | 10     |
| 1959/60 | Limoges FC      | Francja | Division 1 | 28    | 5      |
| 1960/61 | Stade de Reims  | Francja | Division 1 | 10    | 4      |
| 1961/62 | Stade de Reims  | Francja | Division 1 | 24    | 5      |
| 1962/63 | Stade de Reims  | Francja | Division 1 | 35    | 9      |
| 1963/64 | Stade de Reims  | Francja | Division 1 | 30    | 4      |
| 1964/65 | US Valenciennes | Francja | Division 1 | 29    | 15     |
| 1965/66 | US Valenciennes | Francja | Division 1 | ?     | ?      |
| 1966/67 | US Valenciennes | Francja | Division 1 | ?     | ?      |
| 1970/71 | Limoges FC      | Francja | Division 2 | 28    | 9      |
| 1971/72 | Limoges FC      | Francja | Division 2 | 20    | 1      |

## Kariera reprezentacyjna
W reprezentacji Francji Sauvage zadebiutował 15 marca 1961 roku w zremisowanym 1:1 towarzyskim meczu z Belgią. Wcześniej, w 1960 roku, został powołany do kadry na Mistrzostwa Europy 1960, na których nie rozegrał żadnego spotkania. Na tych mistrzostwach zajął z Francją 4. miejsce. Od 1961 do 1965 roku rozegrał w kadrze narodowej 6 meczów.
| Mecze i gole w reprezentacji | Mecze i gole w reprezentacji | Mecze i gole w reprezentacji | Mecze i gole w reprezentacji | Mecze i gole w reprezentacji | Mecze i gole w reprezentacji | Mecze i gole w reprezentacji |
| #                            | Data                         | Stadion                      | Rywal                        | Wynik                        | Gol                          | Rozgrywki                    |
| 1961                         | 1961                         | 1961                         | 1961                         | 1961                         | 1961                         | 1961                         |
| ---------------------------- | ---------------------------- | ---------------------------- | ---------------------------- | ---------------------------- | ---------------------------- | ---------------------------- |
| 1.                           | 15.03.1961                   | Paryż, Francja               | Belgia                       | 1:1                          | 0                            | towarzyski                   |
| 1962                         |                              |                              |                              |                              |                              |                              |
| 2.                           | 03.10.1962                   | Sheffield, Anglia            | Anglia                       | 1:1                          | 0                            | el. ME 1964                  |
| 3.                           | 24.10.1962                   | Stuttgart, RFN               | RFN                          | 2:2                          | 0                            | towarzyski                   |
| 4.                           | 11.11.1962                   | Paryż, Francja               | Węgry                        | 2:3                          | 0                            | towarzyski                   |
| 1963                         |                              |                              |                              |                              |                              |                              |
| 5.                           | 09.01.1963                   | Barcelona, Hiszpania         | Hiszpania                    | 0:0                          | 0                            | towarzyski                   |
| 1965                         |                              |                              |                              |                              |                              |                              |
| 6.                           | 18.04.1965                   | Belgrad, Jugosławia          | Jugosławia                   | 0:1                          | 0                            | el. MŚ 1966                  |